# Andrés Molteni
Andrés Molteni (n. 15 martie 1988, Buenos Aires, Argentina) este un jucător de tenis din Argentina. Cea mai bună clasare a sa la simplu este locul 181 mondial, iar la dublu locul 31 mondial, la 21 martie 2022. Este specializat la jocul la dublu și a câștigat zece titluri ATP la dublu.